# Buddleja coriacea
Buddleja coriacea är en flenörtsväxtart som beskrevs av Esprit Alexandre Remy. Buddleja coriacea ingår i släktet buddlejor, och familjen flenörtsväxter. Inga underarter finns listade i Catalogue of Life.